# Зарубинский переулок
Зарубинский переу́лок — переулок в городе Сестрорецке Курортного района Санкт-Петербурга. Проходит от Полевой улицы до Лиственной улицы.
Название появилось в начале XX века в форме Зарубинская улица. Оно происходит от фамилии домовладельца (Дубковский переулок, 6) коллежского секретаря А. П. Зарубина.
В 1920-х года Зарубинская улица стала переулком.